# Freocrossotus reticulatus
Freocrossotus reticulatus là một loài bọ cánh cứng trong họ Cerambycidae.